# Cotoneaster subadpressus
Cotoneaster subadpressus är en rosväxtart som beskrevs av Tse Tsun Yu. Cotoneaster subadpressus ingår i släktet oxbär, och familjen rosväxter. Inga underarter finns listade i Catalogue of Life.